# هايوكي هيراياما
هايوكي هيراياما (باليابانية: 平山秀幸؛ بالكانا: ひらやま ひでゆき) هو مخرج ياباني، ولد في 18 سبتمبر 1950 في كيتاكيوشو في اليابان.

## وصلات خارجية
- هايوكي هيراياما على موقع IMDb (الإنجليزية)
- هايوكي هيراياما على موقع ألو سيني (الفرنسية)
- هايوكي هيراياما على موقع أول موفي (الإنجليزية)
- هايوكي هيراياما على موقع قاعدة بيانات الفيلم (الإنجليزية)
- هايوكي هيراياما على موقع كينوبويسك (الروسية)